# Amalarico III de Montfort
Amalarico III (en francés: Amaury, fallecido en 1137), fue señor de Montfort-l'Amaury de 1101 a 1137 y conde de Évreux de 1118 a 1137.
Era hijo de Simón I, señor de Montfort, y de Inés de Évreux.
Heredero titular de Guillermo, conde de Évreux, combatió bajo las órdenes de Guillermo el Rojo, rey de Inglaterra y custodio de Normandía, que asaltó el castillo de su hermano en 1096 que era vasallo del rey de Francia.
Amalarico sucedió a su hermano, vasallo de Felipe I rey de Francia, al que juró fidelidad. Felipe I repudió a su primera esposa, Berta de Holanda para casarse con Bertrada hermana de Amalarico.
Se casó, en primeras nupcias, en 1115, con Richilda de Henao, hija de Balduino II, conde de Henao, y de Ida de Lovaina, de la que tuvo que separarse poco después por razones de consanguinidad.
Volvió a casarse en 1118 con Inés de Garlande, hija de Anseau de Garlande, señor de Rochefort-en-Yvelines, y de Beatrice de Rochefort. De esta unión nacieron:
- Inés (murió en 1181), casada en 1141 con Waleran IV de Meulan (1104- 1165), conde de Meulan.
- Simón III, (muerto en 1181), conde de Évreux, y señor de Montfort.
- Amalarico IV (muerto en 1140), señor de Montfort.